# Mala Trapinska
Mala Trapinska est un village de la municipalité de Suhopolje (Comitat de Virovitica-Podravina) en Croatie. Au recensement de 2011, le village comptait 62 habitants.